# Нуклеарна електрана Кршко
Нуклеарна електрана Кршко се налази у Врбини у Градској општини Кршко. Постројење је прикључено на електроенергетску мрежу 2. октобра 1981., а пуштено је у комерцијални рад 15. јануара 1983. Изграђена је као заједничко предузеће Словеније и Хрватске које су у то време биле део Југославије.
Постројење је реактор са водом под притиском са 2 петље, са номиналним топлотним капацитетом од 1.994 топлотних мегавата (МВ т ) и 696 мегавата-електричних (МВ е ). Ради на обогаћеном уранијуму (до 5 тежинских процената 235 У), масе горива 48,7 т, са 121 горивним елементом, деминерализованом водом као модератором и 36 снопова од по 20 контролних шипки направљених од легура сребра, индијума и кадмијума за регулисање снаге. Њена сестринска електрана је Angra I у Бразилу.
Оперативна компанија Нуклеарна електрарна Кршко у сувласништву је словеначке државне компаније Ген Енергија и хрватске државне компаније Хрватска електропривреда (ХЕП). Електрана обезбеђује више од једне четвртине словеначке и 15 одсто електричне енергије у Хрватској.

## Историја
Почетком 1970-их Титова власт је препознала потребу за додатном производњом електричне енергије у конститутивним републикама Хрватској и Словенији. Са расположивим домаћим извором уранијума, добијени су предлози од Siemens-а (Немачка) и Westinghouse-а (САД) за једну нуклеарну електрану практичне величине. Уз сагласност америчке владе, Вестингхаус је победио на конкурсу за снабдевање електране засноване на електрани Ангра која се тада градила у Бразилу. Југословенско руководство 1975. се састојало од кадрова из словеначких и хрватских електропривреда и представника централне владе у Београду. Како је пројектовање почело, препознато је да Westinghouse има у току модернији дизајн за фабрику КОРИ-2 која је сада сестринска фабрика Кршког. Заиста, када је електрана Кршко почела производити струју 1981., претходила је и електранама Ангра и Кори-2.
Разлог што је фабрика била у сувласништву две државе је тај што су ове тадашње републике Југославије планирале да изграде две фабрике, по једну у свакој републици, према првобитном споразуму из 1970. и његовој ревидираној верзији из 1982. Међутим, од тог плана се одустало 1987. због неслагања око финансирања и цене струје. Од тог тренутка настао је проблем складиштења нуклеарног отпада, јер је једино постојеће складиште отпада било у Словенији.
ЕЛЕС и НЕК су 1997. одлучили да повећају оперативне трошкове и трошкове разградње који су фактурисани и ЕЛЕС-у и ХЕП-у, али је овај одбио да плати. Влада Словеније је 1998. национализовала НЕК, прекинула испоруку струје из Кршког ХЕП-у и тужила ХЕП за неплаћене рачуне. ХЕП је 1999. поднео противтужбу за накнаду штете због недостатка снабдевања. У јануару 2001. лидери две земље договорили су равноправно власништво над електраном Кршко, заједничку одговорност за нуклеарни отпад и надокнаду међусобних потраживања. Заједничко управљање постројењем требало је да почне 1. јануара 2002. Очекивало се да ће електрана почети снабдевати Хрватску струјом најкасније до 1. јула 2002. године, али је прикључак успостављен тек 2003. због протеста локалног становништва. Од тада је ХЕП додатно тужио словеначку страну за накнаду штете током последњег једногодишњег периода када му Кршко није испоручивало струју. У децембру 2015. Међународни центар за решавање инвестиционих спорова пресудио је у корист ХЕП-а, доделивши му више од 40 милиона евра одштете, камата и трошкова адвоката.
2015. договорено је продужење животног века за 20 година на почетних 40 година.
Предвиђено је да постројење издржи земљотресе до јачине идријског земљотреса из 1511., најгорег земљотреса у историји Словеније. Сеизмички је реконструисан након нуклеарне катастрофе у Фукушими 2011. 2020. фабрика је прегледана након загребачког земљотреса, а превентивно угашена на неколико дана након јачег земљотреса у Петрињи. Ни у једном случају инспекцијама није утврђена штета.
2023. договорено је продужење рада нуклеарне електране до 2043.

## Одлагање отпада и планови обуставе
Нуклеарни отпад високог нивоа се складишти у базену за истрошено гориво, што је уобичајена пракса за нуклеарне електране. Планирано је да се изгради суво складиште на лицу места како би се постројење довело до ревидираног датума краја животног века 2043. Отпад ниског нивова се складишти у електрани и секундарним одлагалиштима.
Француска компанија Framatome добила је уговор за надоградњу фабрике 2021.

## Инцидент из јуна 2008.
Након цурења расхладне течности 4. јуна 2008., Европска комисија је покренула аларм широм ЕУ преко Европске заједнице за хитну размену радиолошких информација (ЕЦУРИЕ). Електрана је безбедно искључена на режим вруће нулте снаге након малог цурења у кругу за хлађење. Цурење је одмах лоцирано и третирано. Према словеначкој Управи за нуклеарну безбедност (државна агенција за надзор нуклеарне енергије), није дошло до испуштања радиоактивног зрачења у животну средину нити се очекује. Догађај није утицао на запослене, оближње становништво или животну средину. Словеначке власти су одмах упозориле одговарајуће међународне институције, укључујући Међународну агенцију за атомску енергију (ИАЕА) и ЕЦУРИЕ. ЕУ је затим обавестила (путем ЕЦУРИЕ) преостале земље чланице ЕУ, издавши упозорење широм ЕУ. Неколико новинских агенција широм света је тада известило о инциденту. Према
Гринпис-у, такво упозорење широм ЕУ је веома необично. Зачудо, хрватске власти нису директно обавештене о инциденту, иако је Хрватска учесник у систему ЕЦУРИЕ. Многи Хрвати су ту вест први чули преко страних медија и исељеника, иако се Кршко налази на свега 15 км од хрватске границе.
Према групама за нуклеарну експертизу, националним ентитетима у Европској унији, као што је ASN у Француској, овај инцидент је погрешно пријављен. ЕЦУРИЕ, када добије обавештење, има обавезу да га проследи свим странама. У овој конкретној ситуацији, обавештење се показало бескорисним (тј. лажна узбуна). Ова врста инцидента (мало цурење на примарним пумпама) је релативно честа појава у нуклеарним електранама.

## Могуће проширење
Хрватски премијер Андреј Пленковић изјавио је 28. марта 2022. да подржава проширење нуклеарке, а да зависи од Словеније. Словеначки премијер Роберт Голоб рекао је 2. новембра 2022. да ће бити одржан референдум за добијање јавног одобрења за други реактор у Кршком, након што се изабере технологија реактора. У августу 2024. премијер Голоб се обавезао да ће одржати референдум о проширењу на два блока до 2400 МВе, који ће се вероватно одржати крајем 2024. након објављивања кључних докумената. Ако буде договорено, коначна одлука о улагању биће донета 2028., да би изградња почела 2032.

## У популарној култури
Сарајевска ТВ комедија Топ листа надреалиста је направила скеч на тему рада нуклеарне електране. Уместо Кршко, назив електране је био Крхко.